# Ryszard Płochocki
Ryszard Płochocki (ur. 11 marca 1961) – polski lekkoatleta, długodystansowiec specjalizujący się w biegach ultramaratońskich.
Zwycięzca XXI Supermaratonu Kalisia w roku 2005. 
Trzykrotnie stawał na podium mistrzostw Polski na 100 km rozgrywanych w ramach Supermaratonu Calisia, w latach 1996 i 1997 zajął drugie miejsce natomiast w roku 2000 trzecią lokatę.

## Rekordy życiowe
- Bieg maratoński – 2:22:56 (1994)[4]
- Bieg na 100 kilometrów – 6:47:57 (Winschoten, 1993)[5]